# Tuhilo Craic
Tuhilo Craic (Tuhilu Craic, deutsch Unter-Tuhilo) ist eine osttimoresische Aldeia im Suco Fahilebo (Verwaltungsamt Bazartete, Gemeinde Liquiçá). 2015 lebten in der Aldeia 304 Menschen.
Tuhilo Craic liegt im Nordwesten des Sucos Fahilebo. Südöstlich liegt die Aldeia Fatuneso und südlich die Aldeia Tuhilo Leten. Im Südwesten grenzt Tuhilo Craic an den Suco Leorema, im Westen an den Suco Fatumasi, im Norden an den Suco Motaulun und im Nordosten an den Suco Ulmera. Im Grenzgebiet zu Fatumasi entspringt der Failebo, der nach Norden entlang der Grenze abfließt.
Das Dorf Tuhilo Craic liegt im Westen der Aldeia. Die Häuser reihen sich entlang einer kleinen Straße auf.
2023 wurde Domingos G. Mau curo zum Chefe de Aldeia gewählt.